# Йолетен
Йолетен (до 1992 року — Іолотань) — місто в Марийському велаяті Туркменістану.
Населення — 37,7 тис. жителів (2009).
Лежить у долині річки Мургаб за 55 км від центру велаята — Мари.
Залізнична станція на гілці Мари — Серхетабат.

## Економіка
Бавовноочисний завод. Науково-дослідний інститут селекції та насінництва тонковолокнистого бавовнику. 
На південь від міста знаходиться газове родовище Південний Іолотань-Яшлар, що має статус «супергігантського».

## Населення
| рік                       | 1971 | 1990 | 2009 |
| населення, тис. мешканців | 13,8 | 19,4 | 37,7 |

## персоналії
У 1937—1941 роках в Іолотані працював Борис Вальх, відомий український зоолог та епідеміолог, який в ті роки переховувався тут від сталінських репресій і очолював  Іолотанську тропічну станцію, в задачі якої входила боротьба з малярією. Активація боротьби була пов'язана з будівництвом величезного комплексу казарм для військових, проте через активне вогнище малярії цей комплекс так і не було освоєно військовими, що неодноразово описано в літературі, починаючи з царських часів. Це один з яскравих прикладів того, що природа і маленькі одноклітинні тварини можуть «керувати» добре озброєними військовими, безсилими перед найпростішими. Вальх повернувся в Україну перед початком радянсько-німецької війни, навесні 1941 р., виснажений хворобами, зокрема й легеневими сухотами (не малярією). Звідси ним привезено й зоологічні колекції.